# Lonchocarpus dasycalyx
Lonchocarpus dasycalyx är en ärtväxtart som beskrevs av Hermann August Theodor Harms. Lonchocarpus dasycalyx ingår i släktet Lonchocarpus och familjen ärtväxter. Inga underarter finns listade i Catalogue of Life.